# Abdelaziz Ben Tifour
Abdelaziz Ben Tifour est un footballeur franco-algérien. Il est né le 25 juillet 1927 à Hussein Dey et mort le 19 novembre 1970 à Alger. Il évoluait au poste d'attaquant.
Il est un des pionniers du football algérien, jouant en Tunisie et en France dans les années 1940 et 50. Il remporte avec l'OGC Nice deux championnats de France et une Coupe de France. Comptant 4 sélections en équipe de France, il figure parmi les joueurs sélectionnés pour participer à la Coupe du monde 1954 en Suisse.
Il est aussi avec trois de ses camarades de club (Zitouni, Bekhloufi, Boubekeur et Rouai) dans la première équipe algérienne de football surnommée l'équipe du FLN ou le Onze de l'Indépendance qui est créée à l'aube de la Coupe du monde de football 1958.

## Biographie
Né à Hussein Dey, Abdelaziz Ben Tifour commence sa carrière au club tunisien d'Al-Taraji (Espérance sportive de Tunis) à 18 ans avec son frère aîné Mustapha, dans une équipe entraînée par l'Algérien Cheikh Habib Draoua. Après un an seulement avec le club tunisois, les deux frères sont tentés par une offre généreuse du club rival Club sportif de Hammam Lif, ils y signent et gagnent deux coupes consécutivement en 1947 et 1948.
Durant l'été 1948, il débarque en France, plus précisément sur la Côte d'Azur, afin de jouer pour le club de l'OGC Nice et devient un des acteurs principaux de la grande période du club.
Abdelaziz gagne avec l'OGC Nice le Championnat de France en 1951 puis réalise l'année suivante le doublé Championnat de France-Coupe de France. Lors de la finale de la coupe contre les Girondins de Bordeaux, il marque le quatrième but d'un tir des 18 mètres et Nice s'impose 5-3.
Ses bons résultats à Nice le font appeler en équipe de France et il fête sa première sélection le 22 mai 1952 contre la Belgique.
Ben Tifour est sélectionné pour la Coupe du monde de football 1954 en Suisse, il joue le second match face au Mexique et offre une passe décisive à Jean Vincent, la France s'impose 3-2 mais le nul entre le Brésil et la Yougoslavie (1-1) met fin aux espoirs de qualification pour le second tour.
Il est transféré au ESTAC Troyes en 1954 après six saisons passées à l'OGC Nice et lutte avec son équipe pendant deux ans dans le bas du classement.
En 1956, Troyes descend et Ben Tifour signe à l'AS Monaco.
Ce sera son dernier club en Europe où il a marqué 56 buts en 246 matches en Première division, puisqu'il quitte précipitamment Monaco pour rejoindre Tunis et l'équipe du FLN en 1958, dont il est une des principales figures.
À son arrivée à Tunis, Ben Tifour est accueilli par les officiels du FLN qui ne croyaient pas en l'équipe, pensant qu'elle serait battue par les plus grandes équipes du monde. Des joueurs tels que Ben Tifour, Rachid Mekloufi et Mustapha Zitouni leur prouvent le contraire en battant la Yougoslavie et en tenant en échec la Hongrie et la Tchécoslovaquie.
En l'espace de quatre ans, Ben Tifour qui était l'un des premiers à rejoindre l'équipe, se verra attribuer le rôle de capitaine, puis celui d'entraîneur lors des tournées en Extrême-Orient et en Europe orientale.
Quand l'Algérie acquiert son indépendance, Ben Tifour, contrairement à Mekloufi et Oudjani qui retournent  en Europe, devient entraîneur-joueur à l'Union Sportive de la Médina d'Alger. Il gagne avec ce club le premier Championnat d'Algérie de football en 1962. 
Il devient en 1967 sélectionneur adjoint de l'équipe d'Algérie, poste qu'il occupera jusqu'en 1969.
Il meurt le 19 novembre 1970 dans un accident de voiture alors qu'il est entraîneur de la JS Kabylie. Trois semaines après son décès, un match d'hommage a lieu stade du 20 août 1955. Les neuf survivants de l'équipe historique du FLN sont, pour la première et la dernière fois, réunis sur un terrain de football en Algérie.
La coupe d'Algérie de la catégorie cadet porte son nom.

## Palmarès
- Champion de France de D1 en 1951 et 1952 (OGC Nice).
- Champion d'Algérie de D1 en 1963 (Union Sportive de la Médina d'Alger).
- Vainqueur de la Coupe de France en 1952 (OGC Nice).
- Finaliste de la Coupe Latine en 1952 (OGC Nice).
- International français : 4 sélections entre 1952 et 1957.

## Statistiques
| Saison            | Club              | Pays              | Championnat          | Coupes nationales  | Sélection France |
| ----------------- | ----------------- | ----------------- | -------------------- | ------------------ | ---------------- |
| 1948 - 1949       | OGC Nice          | Division 1        | 26 matchs / 6 buts   | -                  | -                |
| 1949 - 1950       | OGC Nice          | Division 1        | 32 matchs / 8 buts   | -                  | -                |
| 1950 - 1951       | OGC Nice          | Division 1        | 16 matchs / 7 buts   | -                  | -                |
| 1951 - 1952       | OGC Nice          | Division 1        | 27 matchs / 10 buts  | 3 matchs / 1 but   | 1 match          |
| 1952 - 1953       | OGC Nice          | Division 1        | 28 matchs / 3 buts   | 1 match            | -                |
| 1953 - 1954       | AS Troyes         | Division 2        | 34 matchs / 6 buts   | 3 matchs / 1 but   | 1 match          |
| 1954 - 1955       | AS Troyes         | Division 1        | 31 matchs / 9 buts   | 1 match            | -                |
| 1955 - 1956       | AS Monaco         | Division 1        | 28 matchs / 8 buts   | 5 matchs / 1 but   | 1 match          |
| 1956 - 1957       | AS Monaco         | Division 1        | 32 matchs / 4 buts   | 4 matchs           | -                |
| 1957 - 1958       | AS Monaco         | Division 1        | 26 matchs / 1 but    | 3 matchs / 2 buts  | 1 match          |
| Total (1948-1958) | Total (1948-1958) | Total (1948-1958) | 280 matchs / 62 buts | 20 matchs / 5 buts | 4 matchs         |